# Artefakt (informatyka)
Artefakt – w kontekście przetwarzania grafiki i dźwięku jest to wada będąca skutkiem ubocznym zastosowania poszczególnych algorytmów komputerowego tworzenia lub przetwarzania mediów (np. obrazu, dźwięku), powstająca np. na skutek kompresji danych pierwotnych w celu zmniejszenia ich objętości lub zmiany formatu (sygnał analogowy skonwertowany na cyfrowy itp.).
W kontekście tworzenia oprogramowania, artefakt to plik lub zbiór plików generowanych w trakcie takich procesów jak kompilacja, budowanie czy wdrażanie programu. Są to produkty uboczne procesu, które są używane lub przechowywane dla dalszego użytku, na przykład do wdrożenia aplikacji na serwerze produkcyjnym.

## Artefakty w grafice komputerowej i audio

### Przyczyny powstawania artefaktów
- Wynikające ze stosowania algorytmów stratnej kompresji danych (np. JPEG, MP3). Objawiają się jako nierealistyczne i zauważalnie sztuczne wady w wyświetlanym obrazie bądź słyszanym dźwięku. Im wyższy stopień kompresji zostaje ustawiony, tym mniejszy rozmiar pliku wynikowego, ale jednocześnie coraz wyraźniejsze artefakty.

- Wynikające ze zbyt małej częstotliwości próbkowania np. w przypadku raytracingu w grafice 3D. Dostatecznie gęste próbkowanie ważne jest zwłaszcza w przypadku efektów wolumetrycznych oraz radiosity.
- Wynikające ze zbyt agresywnego przetaktowania komputera, a w szczególności zbyt wysokiego taktowania pamięci karty graficznej. Objawiają się one w postaci przekłamań w kształcie i kolorze obiektów oraz jako kolorowe linie i wielokąty na ekranie. Spowodowane jest to błędami w obliczeniach zmiennoprzecinkowych.

### Artefakty w danych wideo

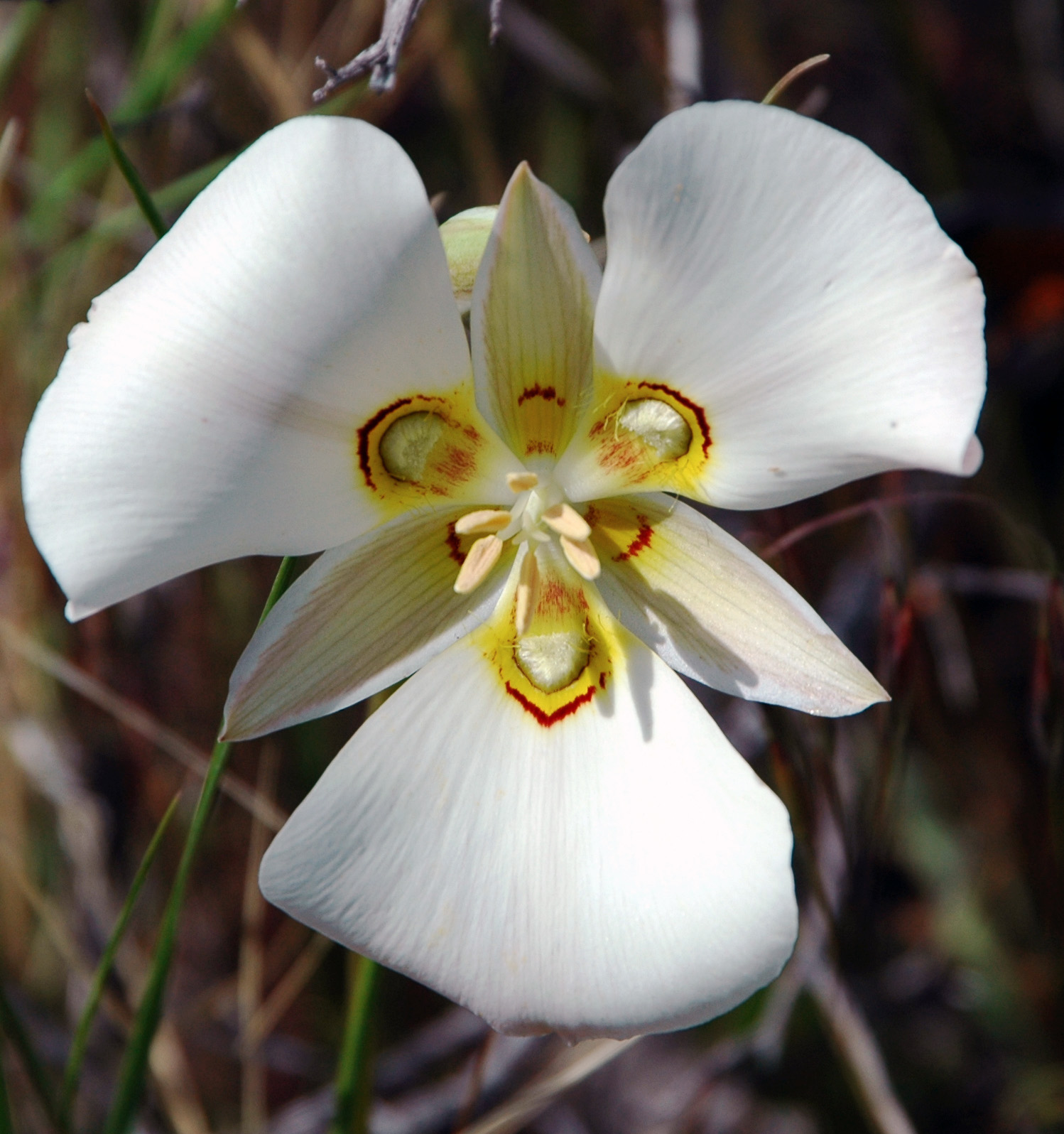
Obraz oryginalny, poprawna gradacja kolorów

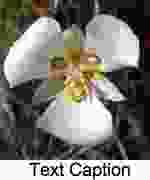
Liczne szumy kompresji JPEG (MOSQUITO, BLOCK, PIXELATION, JAGGIES)

W przypadku stratnej kompresji wideo, takiej jak MPEG-1, MPEG-2 czy MPEG-4, artefakty kompresji pozostają jako zdekompresowane klatki obrazu, które nie mogą być odczytane przez dekoder urządzenia, powodując rozmaite błędy w wyświetlanym obrazie. Zaawansowane urządzenia audiowizualne typu: amplitunery, odtwarzacze Blu-ray oraz telewizory PDP posiadają następujące systemy niwelowania artefaktów:
- mosquito noise – efekt powstający podczas kompresji wideo, najczęściej MPEG, wizualnie w postaci „mrowienia” wokół krawędzi (np. budynków czy człowieka),
- block noise – szumy blokowe w postaci wiązek pikseli,
- MPEG noise – efekt najczęściej objawiający się w postaci „śniegu” (małych kropek na jednolitym obrazie),
- banding – fałszywe kontury, utrata barw tonalnych – niewidoczne przy 48 bitowej gradacji kolorów,
- analogue tuner noise – szumy cyfrowe, niwelowane przez filtr grzebieniowy,
- motion noise – szum powstający podczas szybkiej zmiany pozycji obiektów,
- jaggies noise – ząbkowanie krawędzi wzdłuż zakrzywionych linii,
- YNR – minimalizuje szumy luminancji (Y) sygnału,
- CNR – minimalizuje szumy chrominancji (C) sygnału,
- posteryzacja – efekt zbyt niskiej głębi kolorów niwelowany przez dithering,
- pikselizacja – widoczne na obrazie duże wiązki pikseli spowodowane zbyt niską rozdzielczością lub zbyt niskim strumieniem bitów w stosunku do rozmiaru ekranu.

### Artefakty w danych audio
Stratna kompresja audio zazwyczaj bazuje na psychoakustycznym modelu ludzkiej percepcji słuchu. Stratne formaty audio, jak np. MP3, zazwyczaj używają transformacji zakresu pasma, takiego jak dopełnienie transformacji. Kiedy psychoakustyczny model jest niedokładny, wtedy przetwarzanie rozmiaru blokowego jest powstrzymywane, lub jeżeli jest zastosowana mocna kompresja, to może powodować wystąpienie artefaktów kompresji, objawiających się w postaci:
- dzwonienia,
- przed-echa,
- artefaktów Birdie,
- grzechotania,
- metalicznego dźwięku,
- pogłosu
- ziarnistości dźwięku.